# Xã Lincoln, Quận Cass, Iowa
Xã Lincoln (tiếng Anh: Lincoln Township) là một xã thuộc quận Cass, tiểu bang Iowa, Hoa Kỳ. Năm 2010, dân số của xã này là 165 người.